# Universidad de Sonora

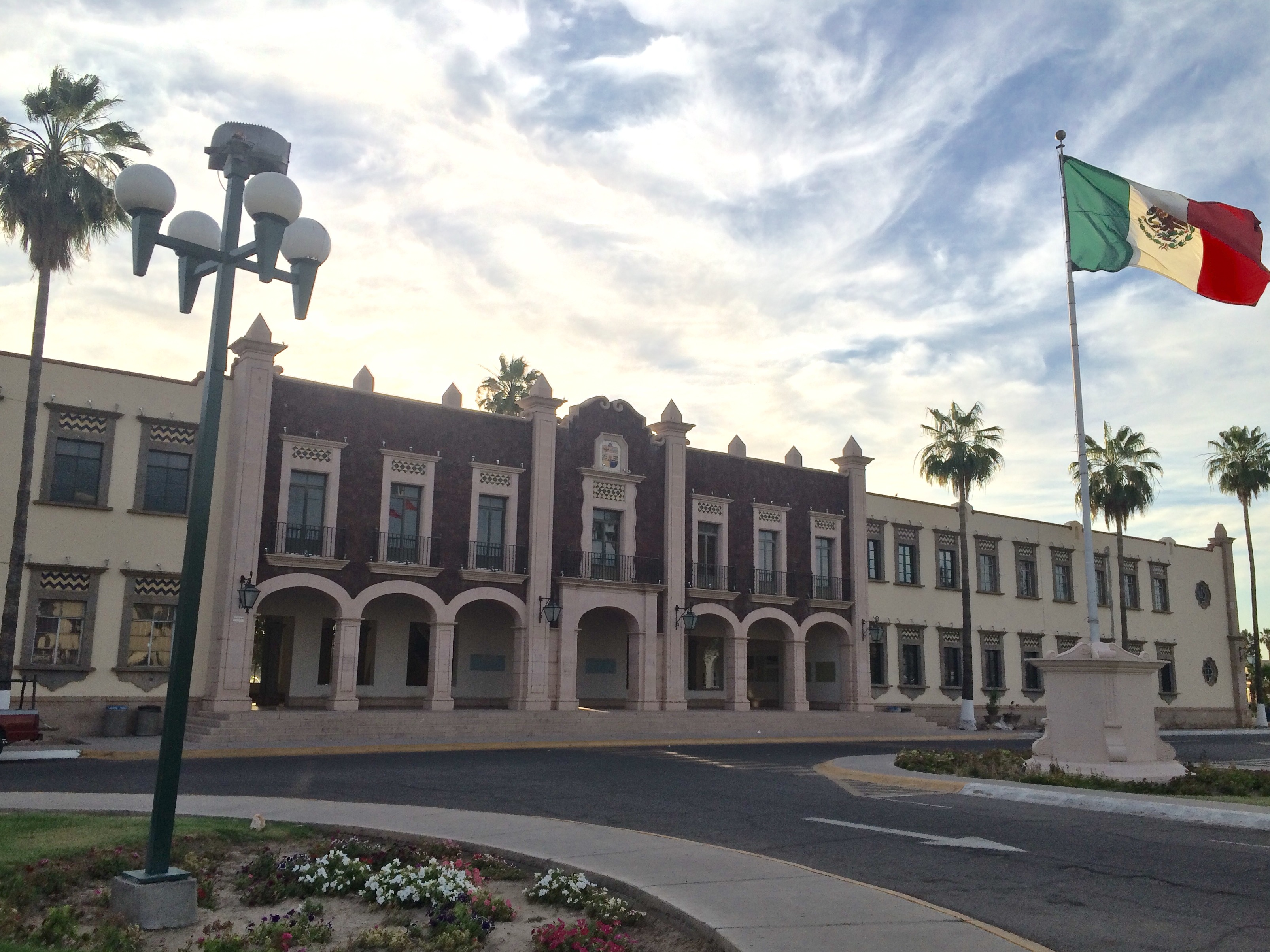
Rektorat

Die Universidad de Sonora (USON) ist eine staatliche Volluniversität im mexikanischen Bundesstaat Sonora mit Sitz in Hermosillo. Die Universität wurde 1942 gegründet und gehört heute zu den wichtigsten Universitäten im Nordwesten Mexikos.

## Fakultäten
- Biologie und Gesundheitswissenschaften
- Geisteswissenschaften und Kunst
- Ingenieurwesen
- Naturwissenschaften
- Sozialwissenschaften
- Wirtschaftswissenschaften und Verwaltung

## Standorte
Der Hauptcampus liegt in Hermosillo, außerdem gibt es mehrere Außenstandorte.
Drei Standorte gehören zur Verwaltungseinheit Nord der Universität:
- Caborca (ab 1967[5])
- Nogales (Lehrbetrieb ab 2004 mit den Studiengängen Organisationskommunikation und Internationaler Handel; ab 2006 Verwaltungsinformatik[6])
- Santa Ana (ab 1963, erster Campus außerhalb von Hermosillo[7])

Der Campus in Navojoa gehört zur Verwaltungseinheit Süd und bietet einen ingenieurwissenschaftlichen und einen sozialwissenschaftlichen/ökonomischen Bereich. Der seit 2010 bestehende Campus Cajeme in Ciudad Obregón (Municipio Cajeme) gehört wie der in Hermosillo zur Verwaltungseinheit Mitte.

## Zahlen zu den Studierenden und den Dozenten
Im Herbst 2021 waren 34.176 Studierende an der Universität eingeschrieben. Davon lernten 33.101 auf ihren ersten Studienabschluss (licenciatura, Bachelor) und 1.075 waren Postgraduierte. Zusätzlich arbeiteten 969 in der Kunstwerkstatt und 9.218 machten einen der an der Universität neun angebotenen Sprachkurse, so dass dort insgesamt 44.363 Menschen unterrichtet wurden.
Im Herbst 2020 hatte die Zahl der licenciatura-(Bachelor-)Studierenden mit 33.919 ihren bisherigen Höchstwert erreicht (2017: 28.702, 2018: 29.050, 2019: 31.727); während der Coronakrise fiel die Zahl wieder auf 28.897 im Frühjahr 2022.
Die Hochschule hatte 2021 insgesamt 2.534 Dozenten. Davon waren 1.468 männlich und 1.066 weiblich.